# ذى اشرع (إب)
القحيزه هي إحدى قرى الجمهورية اليمنية. تتبع جغرافيا لمحافظة إب وإداريًا لمديرية الرضمة. يبلغ تعداد سكانها 850 نسمة حسب الإحصاء الذي أجري عام 2004.